# Gino Maes
Gino Maes (Brugge, 1957. február 7. –) belga labdarúgó, hátvéd.

## Pályafutása
1976 és 1982 között a Club Brugge, 1982 és 1984 között a Cercle Brugge, 1984 és 1987 között ismét a Club Brugge labdarúgója volt. 1987 és 1989 között a Torhout együttesében fejezte be az aktív játékot. A Club Brugge csapatával három belga bajnoki címet és egy kupagyőzelmet szerzett. Tagja volt az 1975–76-os idényben UEFA-kupadöntős és az 1977–78-as idényben BEK-döntős együttesnek.

## Sikerei, díjai
Club Brugge
- Belga bajnokság
  - bajnok (3): 1976–77, 1977–78, 1979–80
- Belga kupa
  - győztes: 1977
  - döntős: 1979
- Belga szuperkupa
  - győztes: 1980, 1986
- Bajnokcsapatok Európa-kupája (BEK)
  - döntős: 1977–78
- UEFA-kupa
  - döntős: 1975–76